# Renhorntjärnen, Jämtland
Renhorntjärnen är en sjö i Strömsunds kommun i Jämtland och ingår i Ångermanälvens huvudavrinningsområde. Sjön har en area på 0,143 kvadratkilometer och ligger 575,1 meter över havet. Renhorntjärnen ligger i Frostvikenfjällen Natura 2000-område.

## Delavrinningsområde
Renhorntjärnen ingår i det delavrinningsområde (715114-145297) som SMHI kallar för Utloppet av Renhorntjärnen. Medelhöjden är 578 meter över havet och ytan är 0,59 kvadratkilometer. Det finns inga avrinningsområden uppströms utan avrinningsområdet är högsta punkten. Vattendraget som avvattnar avrinningsområdet har biflödesordning 5, vilket innebär att vattnet flödar genom totalt 5 vattendrag innan det når havet efter 289 kilometer. Avrinningsområdet består mestadels av skog (76 procent). Avrinningsområdet har 0,14 kvadratkilometer vattenytor vilket ger det en sjöprocent på 24,2 procent.